# Ria Vestjens
Ria Vestjens (12 april 1959) is een voormalige Nederlandse voetbalster. 
Vestjens speelde twee jaar bij SV Heythuysen, zeven jaar bij SV Leveroy, acht jaar bij SV Braakhuizen en ten slotte nog drie jaar bij DVC Den Dungen. In 1986 werd ze landskampioen met SV Braakhuizen.
Ze debuteerde op 21 oktober 1978 in het Nederlands vrouwenvoetbalelftal in een wedstrijd tegen Denemarken. Ze speelde in totaal 64 wedstrijden voor Oranje, waarvan ze er 62 in de basis stond. Haar laatste interland speelde ze op 24 oktober 1991 in een oefeninterland tegen Nigeria.
Vestjens was in 1980 de eerste vrouw die haar Specialisatie B-diploma (tegenwoordig TC1) ging doen. Ze werkte als trainster bij onder andere SV Braakhuizen en DVC Den Dungen. Daarnaast werkte ze als docent lichamelijke opvoeding.